# Sønderho Sogn

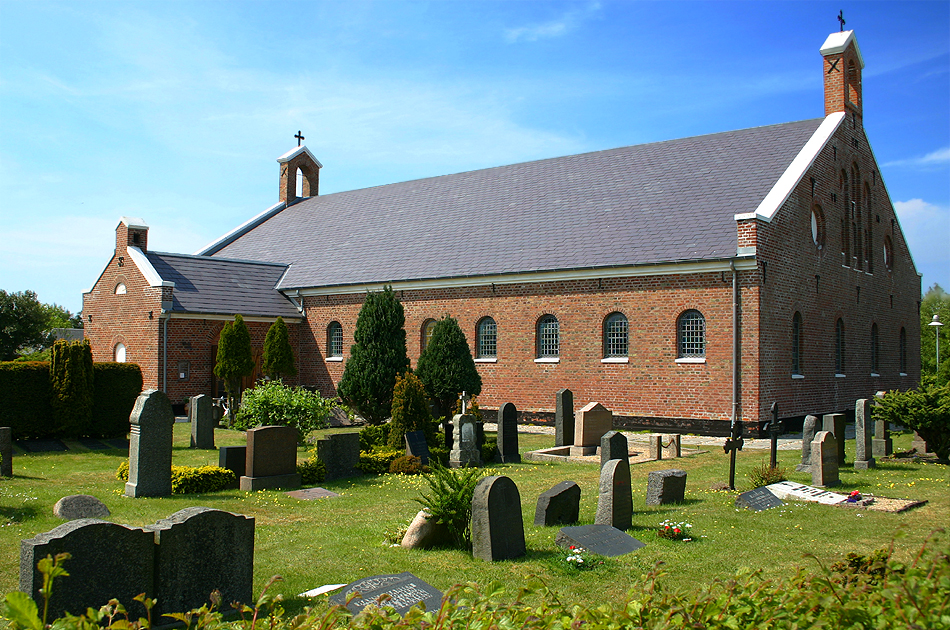
Sønderho Kirke

Sønderho Sogn ist eine ehemalige dänische Kirchspielgemeinde (dän.: Sogn) auf der Insel Fanø. Bis 1970 gehörte sie zur Harde Skast Herred im damaligen Ribe Amt, danach zur Fanø Kommune im erweiterten Ribe Amt. Mit der Kommunalreform zum 1. Januar 2007 blieb die Kommune unverändert, gehört aber jetzt zur Region Syddanmark. Seit 1. August 2019 ist der neue Fanø Sogn die einzige Kirchspielgemeinde Fanøs. In der Gemeinde liegt die Kirche „Sønderho Kirke“.
Einzige Nachbargemeinde war im Norden Nordby.
Am 1. Juli 2019 hatte die Gemeinde  366 Einwohner.